# Бестужева-Рюміна Анна Гаврилівна
Графиня Анна Гаврилівна Бестужева-Рюміна (уроджена Головківка, у першому шлюбі — графиня Ягужинська; пом. 14 (  , Якутськ ) - молодша дочка петровського державного канцлера, графа Головкіна, статс-дама Катерини I, одна з центральних фігур змови «Ботта-Лопухіних» .

## Біографія
Ганна Гаврилівна народилася в родині Гавриїла Івановича Головкіна та Домни Андріївни, уродженої Дивової. За народженням вона належала до найближчого царського оточення. Дід Ганни, боярин Іван Семенович Головкін, був двоюрідним дядьком цариці Наталії Кирилівни. Батько обіймав посаду державного канцлера. У сім'ї росло ще 3 синів, Іван (1687-1734), Олександр (1688-1760), Михайло (1699-1755), і 2 дочки, Наталія (1689-1726) та Анастасія (пом. 1735), одружена з Н. Ю. Трубецьким. Точна дата народження Ганни Гаврилівни невідома.
Фрідріх Вільгельм Берхгольц відгукувався про неї так:
|  | Она одна из самых приятных и образованных дам в России, говорит в совершенстве по-немецки и очень хорошо по-французски, принадлежит здесь также к искуснейшим танцовщицам и, кажется, очень весёлого характера. Но лицо её так сильно испорчено оспою, что она не может называться хорошенькою; сложена она, впрочем, прекрасно. |

3 жовтня 1723 року за участю Петра I та Катерини Олексіївни було здійснено змову між фрейліною двору графинею Ганною Гаврилівною та генерал-прокурором Сенату Павлом Ягужинським. Союз цей був незвичайним. Ягужинський був сином лютеранського органіста, який служив у Лютеранській церкві в Москві. Крім того, лише 21 серпня 1723 року надійшов указ Синоду про розлучення Ягужинського з першою дружиною Ганною Федорівною Хитровою, яка була заслана в Переяславль-Залеський (Федоровський) монастир, де вона померла в 1733 році. Але це не завадило змові, і 10 листопада відсвяткували пишне весілля. Цей шлюб був вдалий; р. – Ф. Басевич писав, що Ягужинський «так само був задоволений своєю другою дружиною, наскільки імператор своєю». Ганна Гаврилівна виявилася вірною помічницею свого чоловіка.
У травні 1725 року з нагоди одруження царівни Ганни Петрівни та герцога Голштинського призначена статс-дамою Її Імператорської Величності. 1736 року графиня Ганна Ягужинська овдовіла.
У 1742 брат Анни Гаврилівни, Михайло Гаврилович (1699-1755), був звинувачений в державній зраді і засуджений до страти, яка пізніше була замінена імператрицею Єлизаветою Петрівною засланням на вічне поселення в Сибір.
У травні 1743 Анна Гаврилівна вийшла заміж за знаменитого дипломата Михайла Петровича Бестужева-Рюміна (1688-1760), брата віце-канцлера А. П. Бестужева. Цього ж року вона була замішана в салонну змову проти Єлизавети Петрівни і була засуджена до страти, в останній момент рішенням імператриці заміненої на покарання батогом, урізання язика та вічне поселення до Сибіру.
Померла Ганна Гаврилівна Бестужева-Рюміна на засланні в Якутську 14 (    . Декабрист А. А. Бестужев-Марлінський писав у 1833 році:

## Участь у змові
Влітку 1743 року в Петербурзі було розкрито «змову» проти Єлизавети Петрівни, на чолі якої стояло сімейство Лопухіних. Розмова підполковника Івана Лопухіна з поручиком Яковом Бергером про невдоволення правлінням імператриці стала приводом для доносу до Таємної канцелярії. Після застосування тортур Лопухін обмовив багатьох безневинних людей, у тому числі й свою матір — Наталію Федоровну[4]. Він показав
Лопухіна підтвердила факт розмови:
|  | В Москве приезжал к матери моей маркиз Ботта, и после его отъезда мать пересказывала мне слова Ботты, что он до тех пор не успокоится, пока не поможет принцессе Анне. Ботта говорил, что и прусский король будет ей помогать, и он, Ботта, станет о том стараться. Те же слова пересказывала моя мать графине Анне Гавриловне Бестужевой, когда та была у неё с дочерью Настасьею. |

Після цього Бестужева була також допитана, проте вона показала:
|  | Говаривала я не тайно: дай бог, когда бы их (Брауншвейгскую фамилию) в отечество отпустили! |

Дочка Бестужева підтвердила свідчення Лопухіних, свідчення ж самої Ганни Гаврилівни були ухильними.
19 серпня 1743 року було винесено вирок:
|  | Лопухиных всех троих и Анну Бестужеву казнить смертью, колесовать, вырезав язык. |

Бестужевій ставилося в провину, що вона, незважаючи на милості імператриці, бажала повернення Анни Леопольдівни і «з злості на государиню за брата Михайла, відправленого на заслання, таїла до неї ненависть». Втім, 28 серпня Єлизавета Петрівна пом'якшила вирок, замінивши страту на заслання до Сибіру. 31 серпня біля будівлі Дванадцяти колегій вирок було виконано. Бестужеву били батогом, вирізали язик і відправили на заслання до Якутська.
Бестужева, за розповідями іноземців, встигла передати кату свій золотий хрест, усипаний дрібними діамантами. Кат, зрозумівши, чого від нього хочуть, покарав Бестужеву батогом набагато легше, ніж Лопухіну. Також і урізання мови обмежилося відносно невеликим його кінчиком.
У 1749 році М. П. Бестужев-Рюмін вступив у другий шлюб з вдовою австрійського обер-шенка Гаугвіца Йоганною-Генріеттою-Луїзою фон Карловіц (1717-1787). Але цей шлюб не приніс йому щастя. Його дружині було заборонено в'їжджати у межі Російської імперії.

## Діти
Всі діти від першого шлюбу:
- Сергій Павлович Ягужинський (1731-1806) дослужився до генерал-поручика; був одружений першим шлюбом з Анастасією Іванівною Шуваловою, сестрою Івана Івановича Шувалова, другим — з Варварою Миколаївною Салтиковою (1749—1843); помер, не залишивши спадкоємців.
- Анастасія Павлівна Ягужинська
- Марія Павлівна Юхимівська (1732—1755) — фрейліна поза штатом, з 1748 року дружина графа Андрія Михайловича Юхимівського[5],
- Анна Павлівна Апраксіна (1733-1801) - фрейліна, з 1754 дружина графа Петра Федоровича Апраксіна [5]. Пізніше прийняла чернецтво під ім'ям Августи [6]

## Образ у мистецтві

### У літературі
- Доля графині Бестужової відображена у книзі Ніни Соротокіної «Троє з навігацької школи».

### У кіно
- Гардемарини, вперед! (1987) - багатосерійний телефільм, режисер Світлана Дружініна, роль Анни Бестужева виконала актриса Неллі Пшенная.